# Alexandra de Luxemburg
La princesa Alexandra de Luxemburg (Alexandra Joséphine Teresa Charlotte Marie Wilhelmine; 16 de febrer de 1991) és la quarta filla d'Enric I i de Maria Teresa Mestre, Grans Ducs de Luxemburg.
Té tres germans grans, el gran duc hereu Guillem, el príncel Fèlix i el príncep Lluís, així com un germà més petit, el príncep Sebastià.

## Biografia
Nascuda en el si de la família reial de Luxemburg el 16 de febrer de 1991, la princesa Alexandra va assistir a l'escola primària d'Angelsberg, mentre que la secundària la va realitzar al Liceu Vauban de Luxemburg. Va aconseguir el títol de baccalauréat amb honors en la branca de la literatura. Finalment Alexandra va estudiar a la Universitat Franciscana de Steubenville, als Estats Units.
Exclosa de la línia successòria des del seu naixement fins al 2011, moment en què la primogènia absoluta fou implantada respecte als hereus del gran duc Enric, actualment és la quarta en la línia.
La princesa Alexandra ha près part en diversos esdeveniments reails com ara les celebracions de la Diada Nacional, a més d'assistir en casaments i batejos de la família reial. Fou dama d'honor en el matrimoni entre el príncep Fèlix i Claire Lademacher.
També ha realitzat esdeveniments de manera individual, com ara quan va visitar estudiants discapacitats d'una escola durant el dia de l'esport.
Alexandra és la padrina del príncep Lluís i del fill de la princesa Tessy, el príncep Gabriel de Nassau (n. 2006), així com de la filla del príncep Fèlix i la princesa Clara de Luxemburg, la princesa Amalia de Nassau (n. 2014).

## Títol
- 16 de febrer de 1991 - Present: Altesa Reial Princesa Alexandra de Luxemburg, Princesa de Nassau, Princesa de Bourbon-Parma[4]

### Honors
- : Cavaller de la Gran Creu de l'Orde del Lleó d'Or de la Casa de Nassau[5][6]
- : Cavaller de la Gran Creu de l'Orde d'Adolf de Nassau[7]